# Medicinska škola Zrenjanin
Medicinska škola Zrenjanin je srednja stručna škola u Zrenjaninu i obrazuje učenike po nastavnim programima za zanimanja zdravstvene struke IV stepena stručne spreme.

## Područje rada
Područje rada škole je pretežno zdravstvo i socijalna zaštita. Nakon donošenja novih programa obrazovanja i vaspitanja škola je od 2014. godine verifikovana za sledeće obrazovne profile:
- medicinska sestra - tehničar na srpskom i mađarskom nastavnom jeziku
- laboratorijski tehničar
- stomatološka sestra - tehničar
- farmaceutski tehničar
- ginekološko – akušerska sestra
- kozmetički tehničar
- medicinska sestra - vaspitač

Pored toga u ovoj školi postoje i dva smera iz područja rada ličnih usluga, a to su:
- ženski frizer
- muški frizer

## Saradnja sa drugim ustanovama
Objekti lokalne sredine uz pomoć kojih Medicinska škola ostvaruje programske sadržaje su:
- Opšta bolnica "Đorđe Jovanović"

- Apoteke u gradu

- Predškolske ustanove
- Opštinska organizacija Crvenog krsta[1]